# جووانی باتیستا مورونی

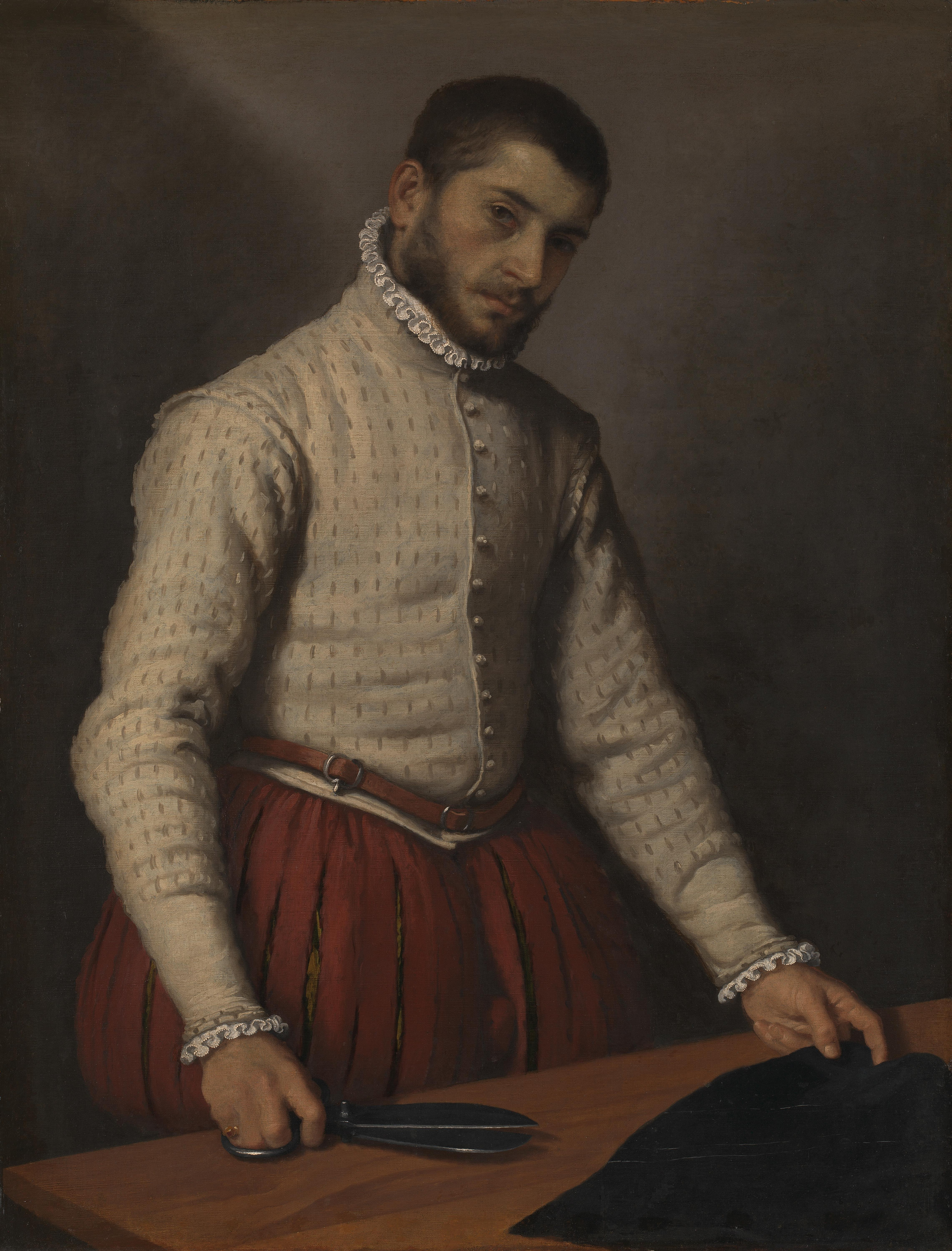
«خیاط» اثر جووانی باتیستا مورونی

جووانی باتیستا مورونی (ایتالیایی: Giovanni Battista Moroni؛ ۱۵۲۰ – ۵ فوریهٔ ۱۵۷۸) نقاش اهل کشور ایتالیا در اواخر دورهٔ رنسانس بود.

## نگارخانه

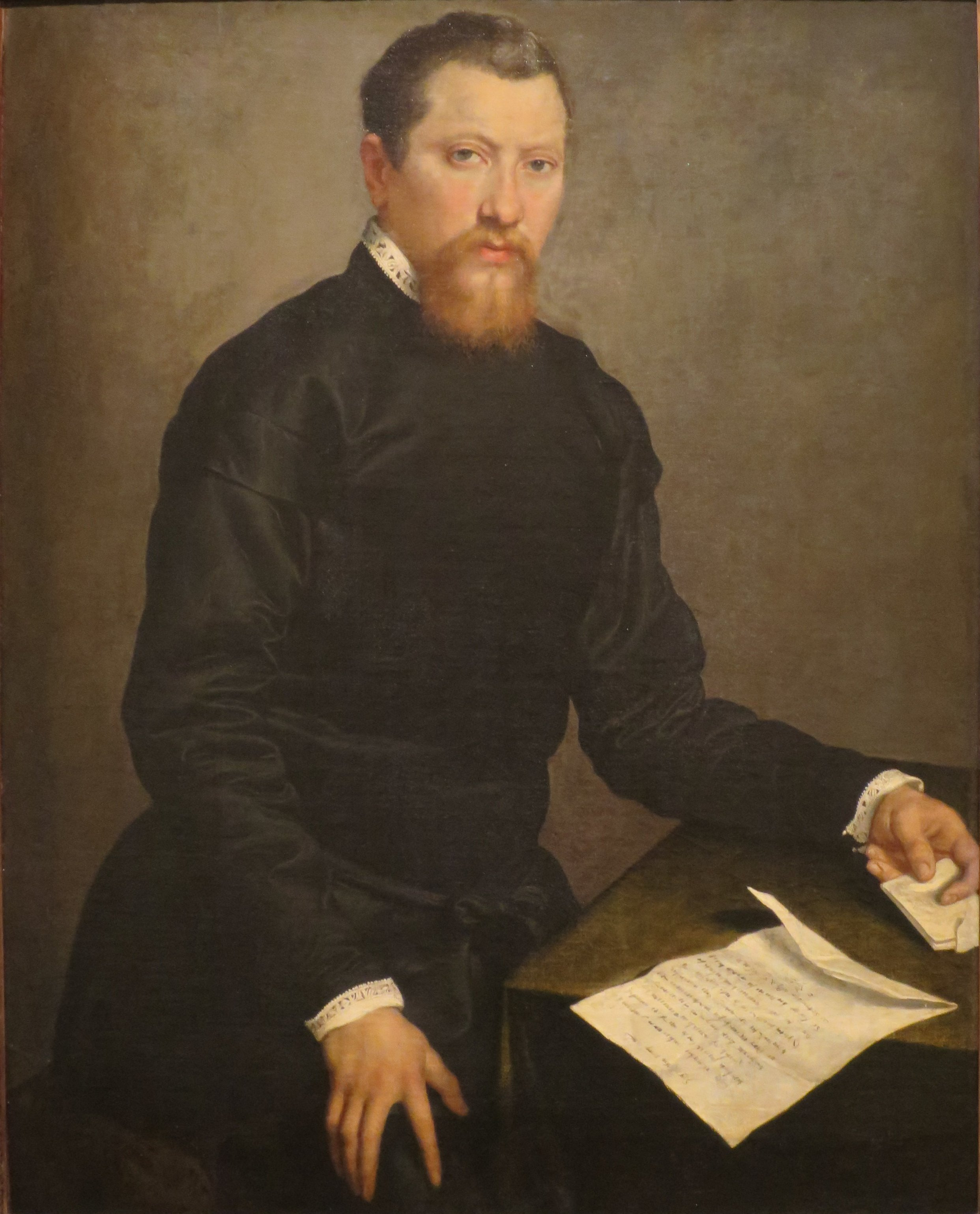
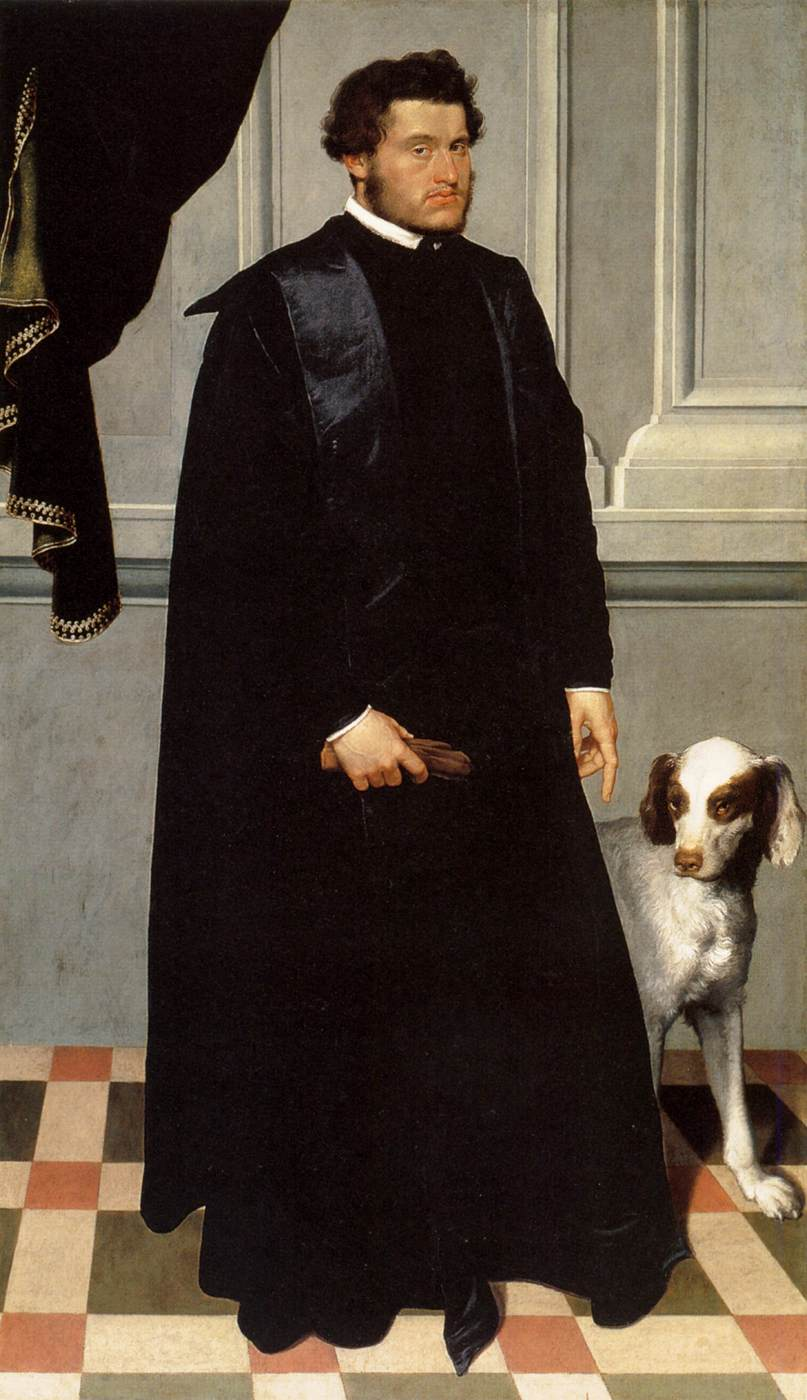
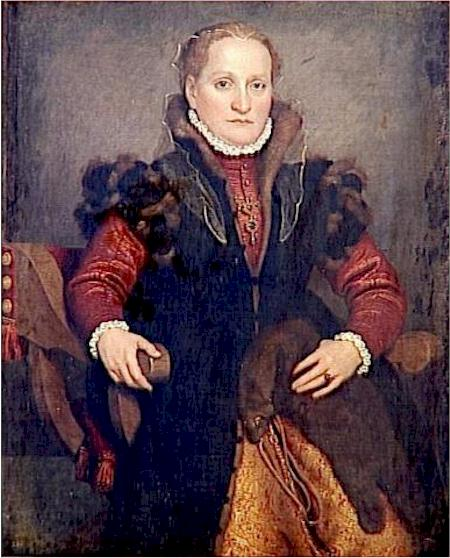
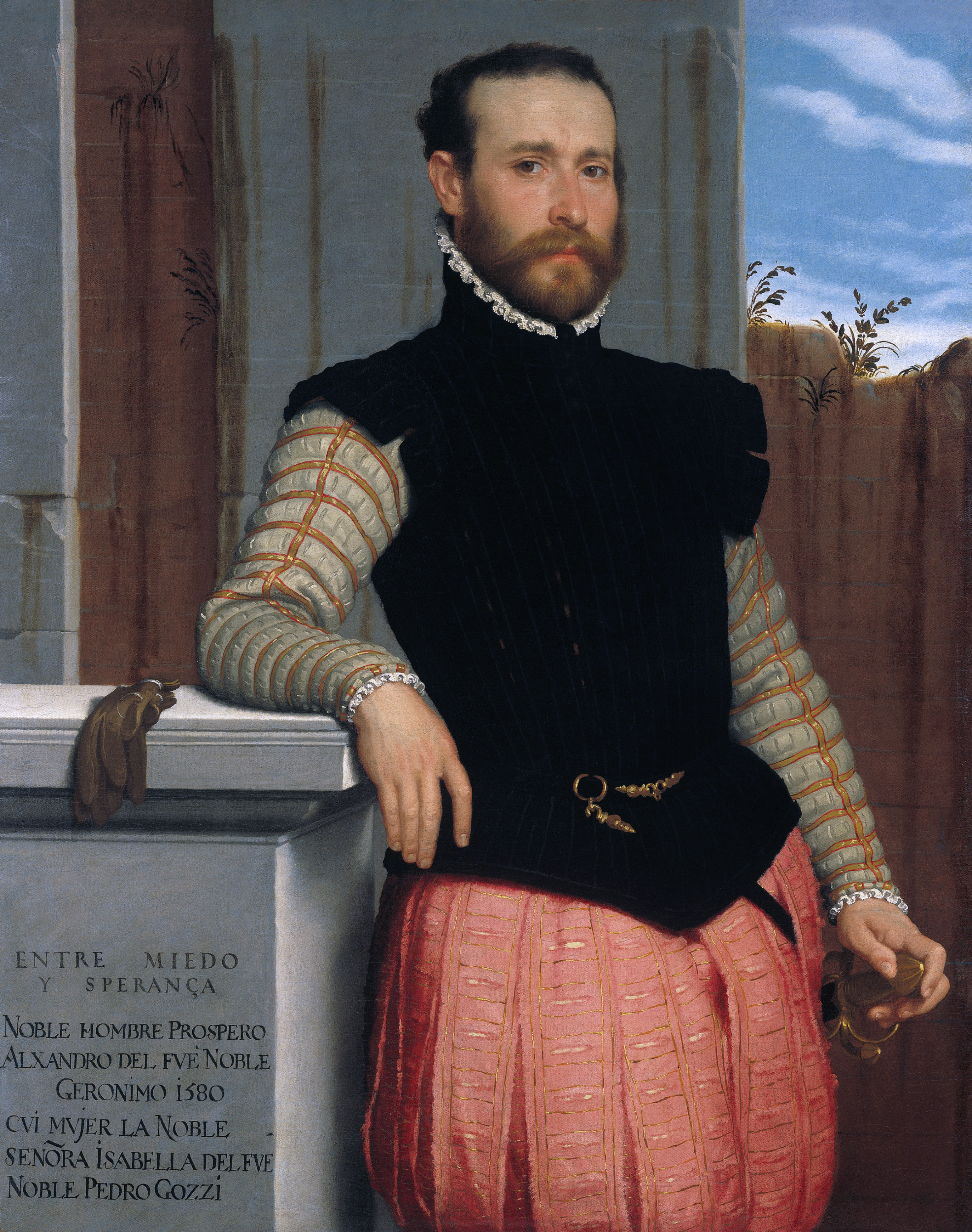
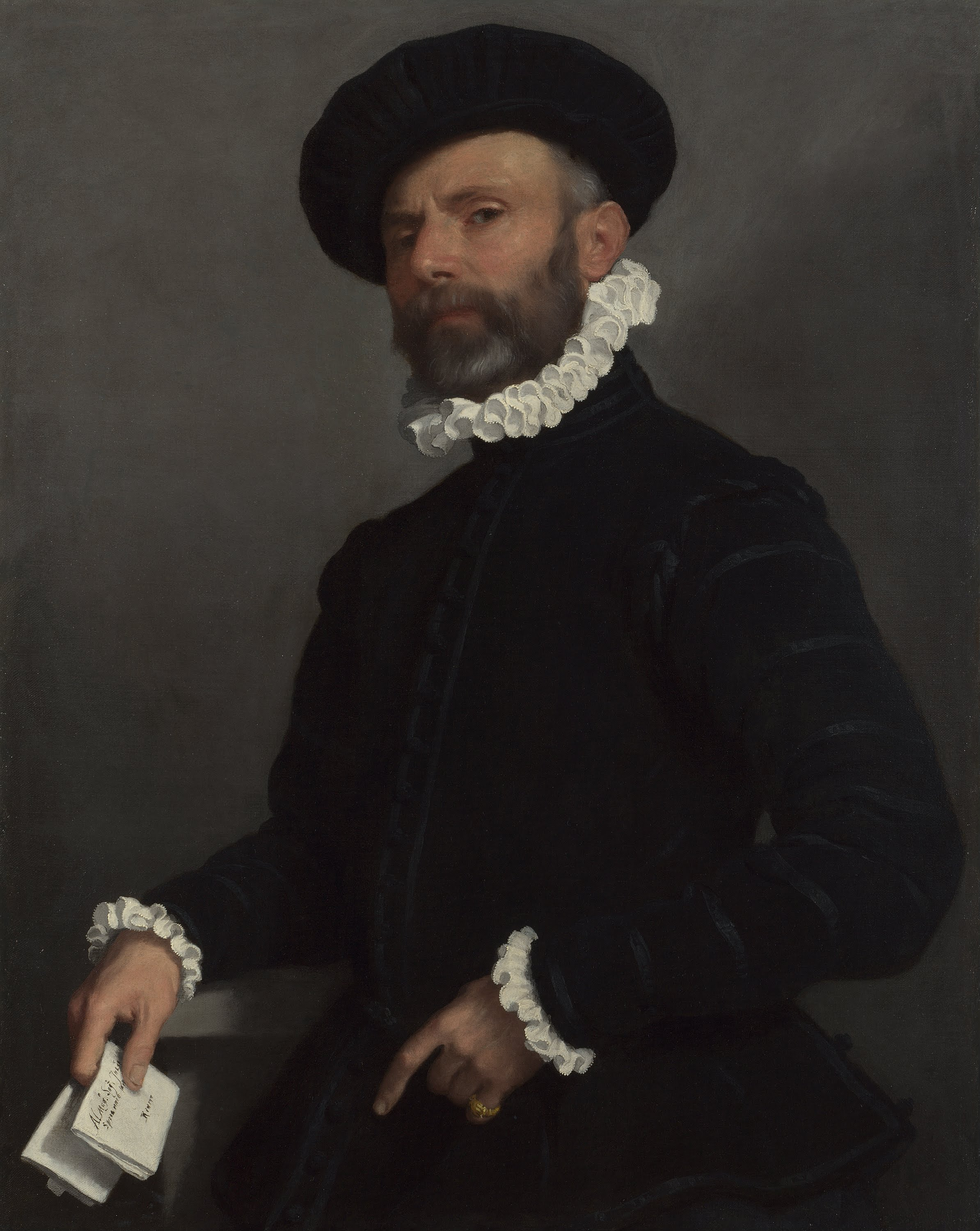
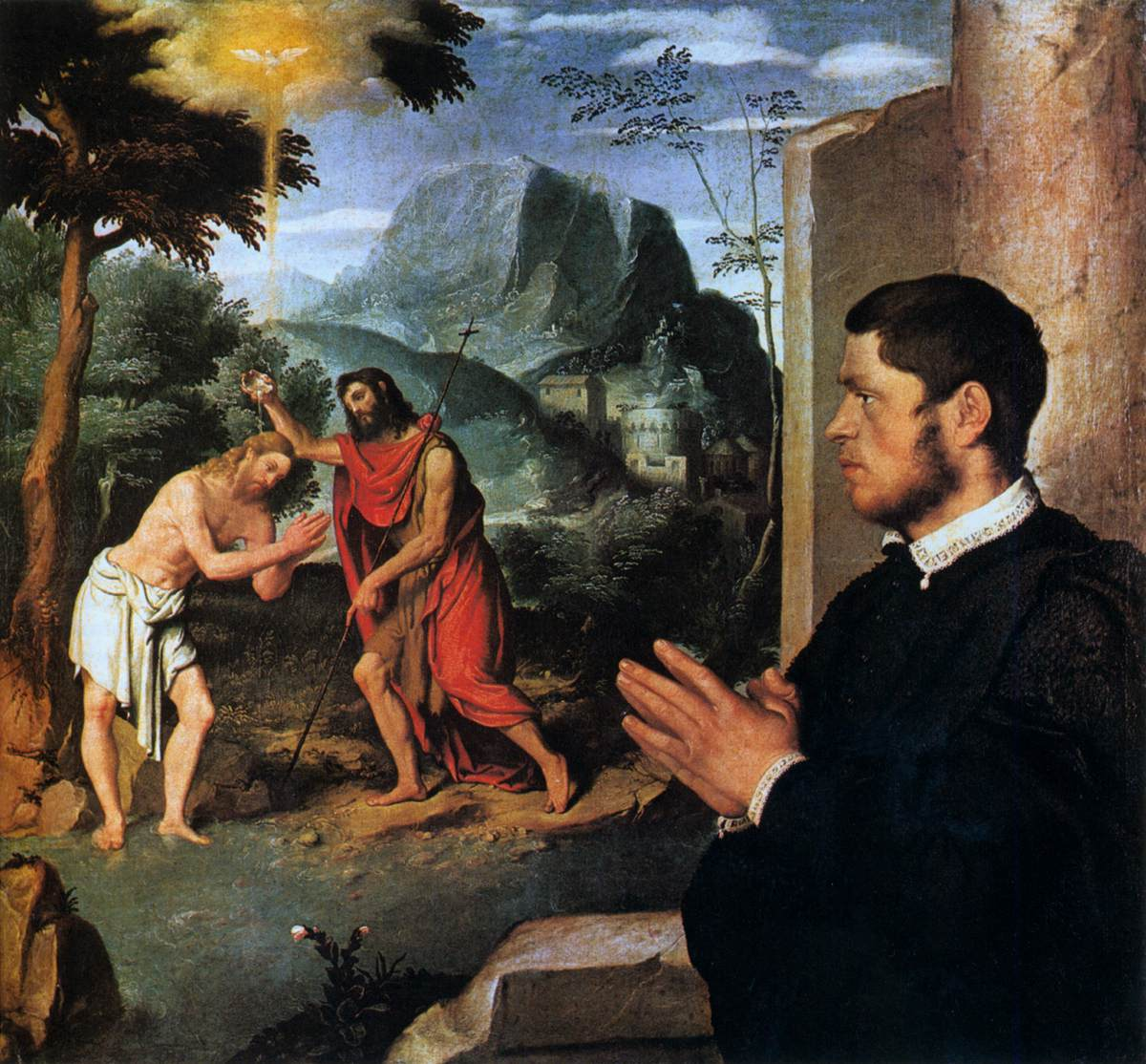
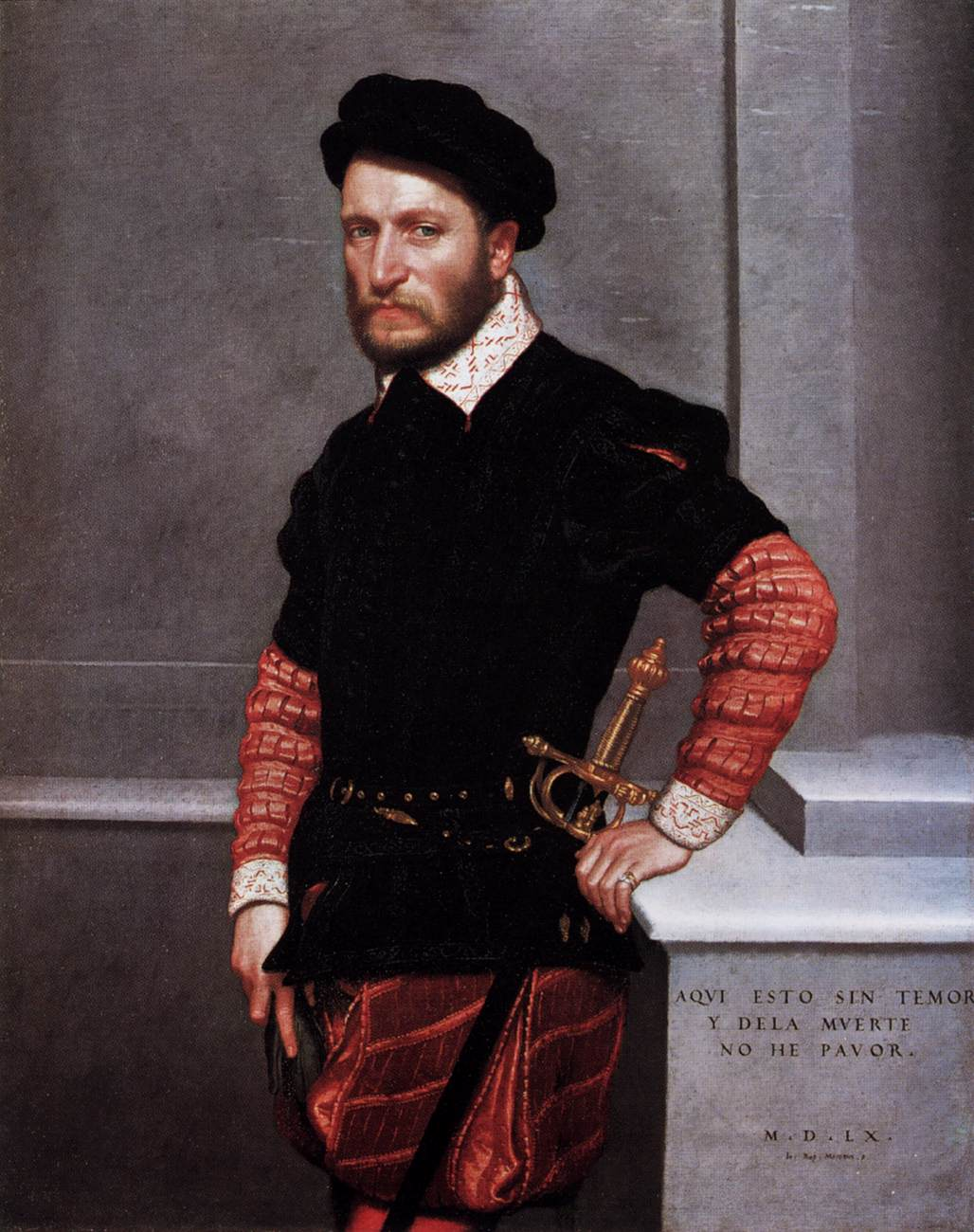
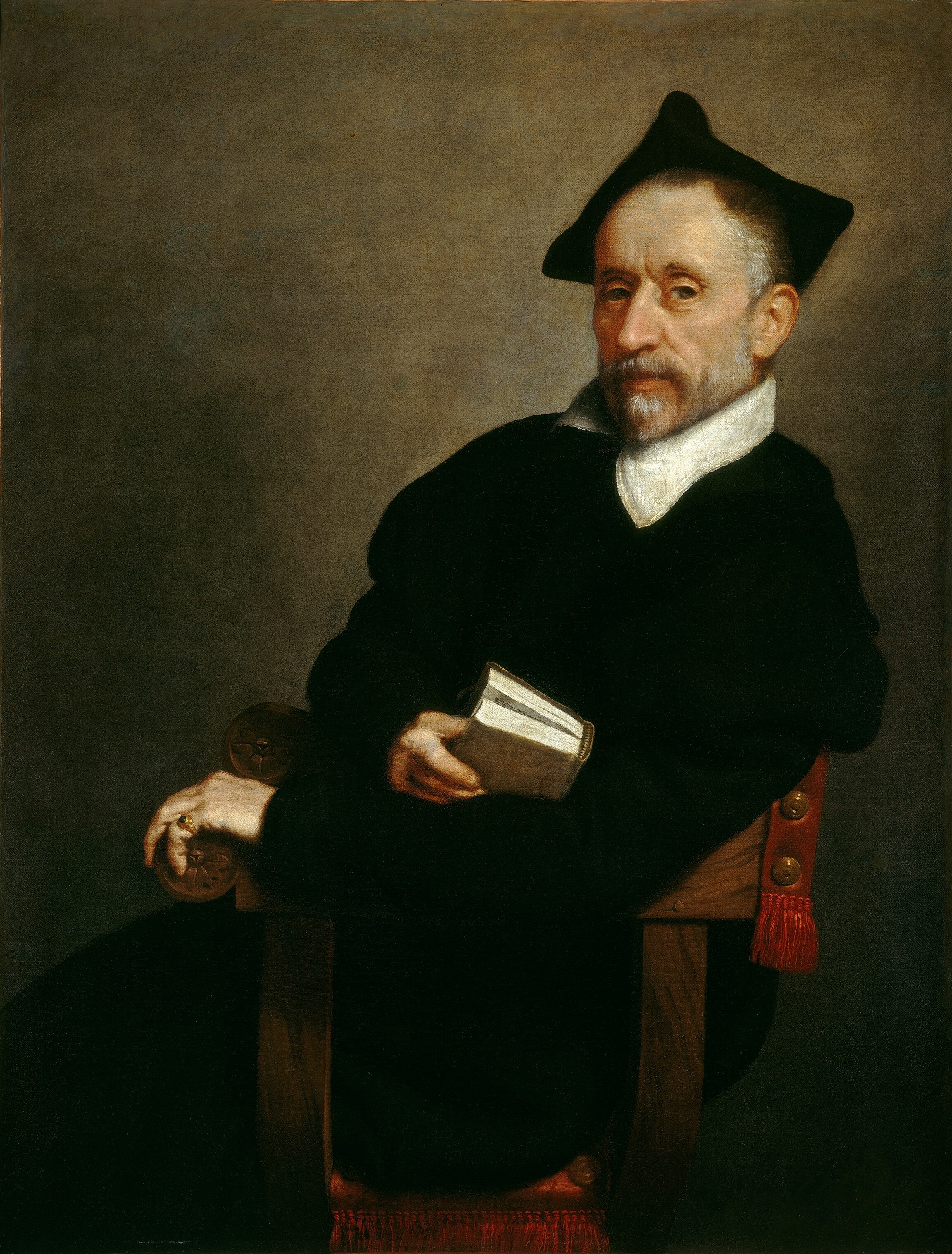